# ميثم بدر
ميثم بدر (23 مارس 1985 -)، ممثل كويتي.

## مشواره المهني
خريج  المعهد العالي للفنون المسرحية، دخل المجال الفني في عام 2002 ومازال مستمر فيه 
بدايته كانت مع الفنان عبد الحسين عبد الرضا في مسرحية «قناص خيطان».  كمساعد مخرج كما يشغل منصب رئيس مجلس إدارة مسرح «الخليج العربي» وأمينا للصندوق منذ العام 2008

## أعماله

### في التلفزيون
- (2023):قفص مخملي
- (2023):مجاريح
- (2022):دافي الشعور
- (2022):عائلة عبد الحميد حافظ
- (2021): نبض مؤقت
- (2021):علاءالدين
- (2020): مانيكان
- (2020):رقم الحظ 7
- (2020):جنة هلي
- (2019):أنا عندي نص
- (2019):عطيتك عيوني
- (2019):مسرح الجريمة الدقة ( سهرة تلفزيونية)
- (2018):خذيت من عمري وعطيت
- (2017): دموع الأفاعي
- (2017): أوفيه -( فيلم وثائقي)
- (2017): كالوس
- (2016): الوجه المستعار
- (2015): القياضة 2
- (2015): النور
- (2014): مسكنك يوفي
- (2014): الفلتة 3
- (2014): كعب عالي
- (2014): وش رجعك
- (2013): مطلقات صغيرات
- (2013): توالي الليل
- (2013): القياضة
- (2011): بي بي
- (2009): أشياء لا تشترى
- (2009):  غطاية وغناية
- (2007): عيال الفقر
- (2007): الأخ صالحة

### في المسرح
- (2023):سدرة اللؤلؤ
- (2019):لومينوس المضيئين
- (2019):اللوحة السحرية
- (2018): ناني.
- (2017): جزيرة كيدز إيريا
- (2016): فندق المشاهير
- (2016): سر الجزيرة
- (2016): العائلة الحزينة
- (2015): بلا غطاء
- (2015): ستاندباي
- (2014): بياع الجرايد
- (2013): درب السلامة
- (2013): مصنع الكاكاو
- (2013): دراما الشحاذين.
- (2013): أنور مظلم.
- (2013): نرفانا
- (2012): وبعدين
- (2011): المكيد
- (2011): الكنز
- (2009): تاتانيا
- (2007):  غسيل ممنوع من النشر
- (2007): حدث في جمهورية الموز
- (2004): الأرجوحة

### في البرامج
- (2014): واي فاي 3
- (2012): واي فاي
- (2011): أخبار البطاطا
- (2010): Director Tube
- (2005): ريموت كنترول
- (2003): فوق تحت

### في التأليف
- (2011): اخبار البطاطا.

### في الإخراج
- (2017): جاري العرض  مخرج .
- (2016): فندق المشاهير  مخرج .
- (2015): الييدار  مخرج .
- (2012): واي فاي مساعد مخرج
- (2011): اخبار البطاطا مخرج منفذ
- (2002):قناص خيطان مخرج مساعد

## جوائز
- الكويت: جائزة المميزون لعام 2016، ضمن فئة  أفضل ممثل بدور ثانوي عن دوره في مسلسل «الوجه المستعار
- الكويت: جائزة الدولة التشجيعية لعام 2016، ضمن فئة التمثيل التلفزيوني عن دوره في مسلسل «القياضة»[4]

## روابط خارجية
- ميثم بدر على موقع قاعدة بيانات الأفلام العربية